# Elli Erl
Elli Erl (Straubing, 25 mei 1979) is een Duits zangeres. Zij won in 2004 het tweede seizoen van Deutschland sucht den Superstar. Hierover schreef ze het boek Gecastet.

## Discografie
- 1999: 48 Minutes
- 2001: Blurred Vision
- 2004: Shout it Out
- 2007: Moving on
- 2008: Neue Generation
- 2009: Human

## Privé
In 2019 trouwde Erl met haar vriendin Tina van Wickeren. Zij is lerares op een Realschule.
- Gemeinsame Normdatei: 135358795
- International Standard Name Identifier: 0000 0003 6839 0511
- MusicBrainz: 47dc52ff-a31e-452c-bfbd-b72ff160dd29
- Virtual International Authority File: 80132629
- WorldCat: E39PCjDBYHXHqxyCkqTCDYyb8d